# Maghnes Akliouche
Maghnes Akliouche, né le 25 février 2002 à Tremblay-en-France, en Seine-Saint-Denis, est un footballeur franco-algérien qui évolue au poste de milieu  à l'AS Monaco.

## Biographie
Maghnes Akliouche naît et grandit en Île-de-France, à Tremblay-en-France. Il possède également la nationalité algérienne du fait de ses parents originaires de Raffour, dans le wilaya de Bouira en Kabylie,.

### Carrière en club
Né à Tremblay-en-France, il débute le football à Villemomble (Seine-Saint-Denis), avant sa pré-formation à l’US Torcy, puis il rejoint le centre de formation de l'AS Monaco.
Maghnes Akliouche fait ses débuts en Ligue 1 le 16 octobre 2021, lors d'une défaite contre Lyon (2-0), à 19 ans. Il remplace Gelson Martins à la 90e minute
Il signe son premier contrat professionnel avec son club formateur en février 2022. Son contrat court jusqu'en 2025.

#### Saison 2022-2023
Le 15 septembre 2022, Maghnes Akliouche connaît ses premières minutes de jeu en Ligue Europa contre le Ferencváros FC. Il remplace Krépin Diatta à la 46e minute de jeu mais le match se solde par une défaite 0-1.
Le 7 janvier 2023, Maghnes Akliouche débute titulaire lors du premier match en Coupe de France face au Rodez AF. Lors de ce match, Akliouche marque son premier but professionnel pour l'AS Monaco à la 23e minute de jeu, le premier but de la rencontre, qui se terminera par une victoire de Rodez aux tirs au but.

#### Saison 2023-2024
Lors du premier match de la saison 2023-2024, il entre en jeu sur le terrain de Clermont et marque son premier but en championnat. Lors du match comptant pour la 7e journée de Ligue 1 contre l'Olympique de Marseille, il marque un doublé salvateur et offre une passe décisive pour une performance remarquable.
Le 7 janvier 2024, il marque un but en Coupe de France contribuant à la qualification de son équipe en 16e de finale sur le terrain du RC Lens. Le 27 janvier 2024, il marque un nouveau but en Ligue 1 sur le terrain de l'Olympique de Marseille. Le 4 février 2024, lors de la 20e journée de Ligue 1, il offre une passe décisive lors du match nul contre le Havre. Le 18 février 2024, il marque son sixième but de la saison contre le Toulouse FC. Il score encore contre le Stade Rennais le 7 avril 2024, offrant ainsi la victoire par la plus petite des marges à son équipe.

#### Saison 2024-2025
Il joue de plus en plus lors de cette saison, offrant notamment sa première passe décisive de la saison lors du déplacement sur le terrain de l'Olympique Lyonnais pendant le 2ème journée de Ligue 1. Lors de la première journée de Ligue des Champions 2024-2025, il marque son premier but européen contre le FC Barcelone participant à la victoire surprise 2-1 contre les Blaugrana. Puis, lors du déplacement chez le Dynamo Zagreb, il donne une passe décisive sur corner pour Mohamed Salisu, participant au nul obtenu au forceps contre les Croates. Quelques jours plus tard, il marque le cinquième but de son équipe contre le Red Star Belgrade. Lors du weekend suivant, il donne une passe décisive pour Breel Embolo mais cela n'empêche pas la défaite monégasque sur le terrain du rival niçois. Lors des barrages de ligue des champions face au Benfica Lisbonne, Akliouche s’illustre aux yeux de toute l’Europe, notamment au match retour, en faisant un match incroyable mais qui se termine sur un score de trois buts partout au stade Estádio da Luz . Néanmoins, cette performance ne permet pas à l’AS Monaco de se qualifier pour les huitièmes de finale de Ligue des champions dû à la défaite un but à zéro au match aller. 
Le 18 février 2025, il réalise une passe décisive pour son compère Eliesse Ben Seghir lors du 16ème de finale retour sur le terrain de Benfica, pour permettre à son équipe de prendre l'avantage une première fois dans ce match. Le 3 mai 2025, il marque dès la deuxième minute sur le terrain de Saint-Étienne lors d'une victoire 3-1 de son équipe sur une passe décisive de son coéquipier Caio Henrique, lors de ce match, il offre aussi une passe décisive pour Folarin Balogun en fin de match.

#### Saison 2025-2026
Lors du premier match de la saison, il marque le dernier but de son équipe lors de la victoire contre le Havre AC sur le score de 3-1 sur un tir du gauche à bout portant.

### Carrière internationale
Il remporte le tournoi de Toulon 2022 avec l'équipe de France U20, en terminant meilleur passeur (3 passes décisives).
En septembre 2023, il est appelé pour la première fois en équipe de France espoirs par le nouveau sélectionneur Thierry Henry.
Le 3 juin 2024, Thierry Henry le sélectionne dans une pré-liste de 25 joueurs afin de disputer les Jeux olympiques 2024 à Paris avant de le convoquer dans la liste définitive des 18 joueurs le 8 juillet.

## Statistiques
| Saison                | Club                  | Championnat           | Championnat | Championnat | Championnat | Coupe(s) nationale(s) | Coupe(s) nationale(s) | Coupe(s) nationale(s) | Supercoupe | Supercoupe | Supercoupe | Compétition(s) continentale(s) | Compétition(s) continentale(s) | Compétition(s) continentale(s) | Compétition(s) continentale(s) | Total | Total | Total |
| Saison                | Club                  | Division              | M.          | B.          | P.d.        | M.                    | B.                    | P.d.                  | M.         | B.         | P.d.       | Comp.                          | M.                             | B.                             | P.d.                           | M.    | B.    | P.d.  |
| 2021-2022             | AS Monaco             | Ligue 1               | 7           | 0           | 0           | 2                     | 0                     | 1                     | -          | -          | -          | C3                             | -                              | -                              | -                              | 9     | 0     | 1     |
| 2022-2023             | AS Monaco             | Ligue 1               | 11          | 0           | 0           | 1                     | 1                     | 0                     | -          | -          | -          | C1+C3                          | 0+1                            | 0+0                            | 0+0                            | 13    | 1     | 0     |
| 2023-2024             | AS Monaco             | Ligue 1               | 28          | 7           | 4           | 3                     | 1                     | 0                     | -          | -          | -          | -                              | -                              | -                              | -                              | 31    | 8     | 4     |
| 2024-2025             | AS Monaco             | Ligue 1               | 32          | 5           | 10          | -                     | -                     | -                     | 1          | 0          | 0          | C1                             | 10                             | 2                              | 2                              | 43    | 7     | 12    |
| 2025-2026             | AS Monaco             | Ligue 1               | 1           | 1           | 0           | -                     | -                     | -                     | -          | -          | -          | C1                             | -                              | -                              | -                              | 1     | 1     | 0     |
| Total sur la carrière | Total sur la carrière | Total sur la carrière | 79          | 13          | 14          | 6                     | 2                     | 1                     | 1          | 0          | 0          | -                              | 11                             | 2                              | 2                              | 97    | 17    | 17    |

## Palmarès

### En club
| AS Monaco                                                                                     |
| --------------------------------------------------------------------------------------------- |
| - Championnat de France : - Vice-champion : 2024. - Trophée des Champions - Finaliste : 2024. |

### En équipe nationale
| France olympique                                 |
| ------------------------------------------------ |
| - Jeux olympiques : - Médaillé d'argent en 2024. |

## Décorations
- Chevalier de l'ordre national du Mérite (décret du 23 septembre 2024)[27]